# 凡扎卡納 (貝魯魯哈縣)
凡扎卡納（Fanjakana）為位在馬達加斯加的城鎮，由阿齊莫-安德列發那區貝魯魯哈縣（Beroroha District）管轄。2001年人口普查估計該城鎮人口約有4,000人。
該城鎮有小學和初等中學。該城鎮有92%的居民為農民，另外有6%的居民從事畜牧業。稻米為該城鎮最主要的作物，而其他主要作物還有豆類以及玉米等。另外從事服務業的居民佔該城鎮人口總數的2%。